# Georges Kern

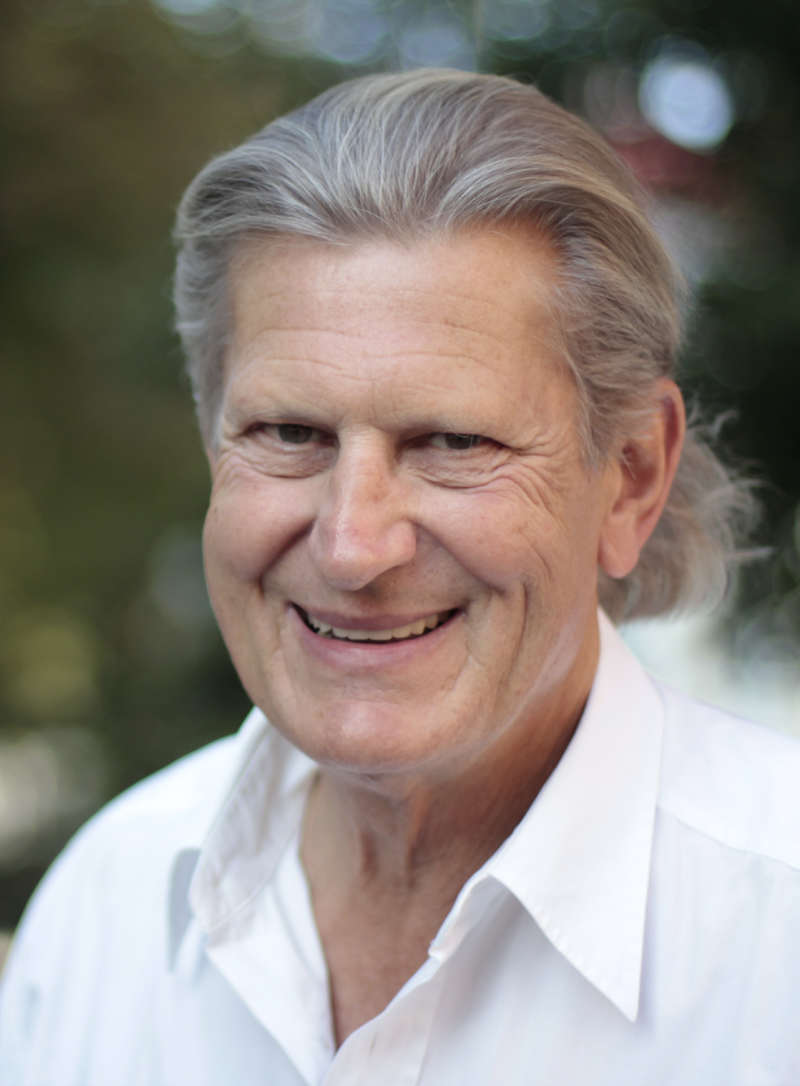
Georges Kern (2017)

Georges Kern (* 1950 in Salzburg) ist ein österreichischer Schauspieler.

## Leben
Georges Kern absolvierte das Mozarteum in Salzburg (Schauspiel und Musical). Kern wirkt seit 1973 am Theater und seit 1992 vor allem bei Kinofilmen, Fernsehfilmen und Fernsehserien, wie z. B. Stockinger und Vier Frauen und ein Todesfall mit.

## Filmografie (Auswahl)
- 1988: Die Arbeitersaga
- 1989: Der siebente Kontinent
- 1991: Die Strauß-Dynastie (eine Episode)
- 1992: Mord im Wald
- 1992: Tunnelkind
- 1993: Muttertag
- 1993: Schindlers Liste
- 1994–2000: Kommissar Rex (2 Episoden)
- 1996–1997: Stockinger (7 Episoden)
- 1996–1999: Kaisermühlen Blues (7 Episoden)
- 1997: Der Unfisch
- 1998–1999: Schlosshotel Orth (9 Episoden)
- 1998–2006: Medicopter 117 – Jedes Leben zählt (2 Episoden)
- 1999: Tatort – Absolute Diskretion (Fernsehreihe)
- 2000: Trautmann – Wer heikel ist, bleibt übrig
- 2001: Tatort – Nichts mehr im Griff
- 2001–2003: Julia – Eine ungewöhnliche Frau (2 Episoden)
- 2004: Familie auf Bestellung
- 2005–2020: Vier Frauen und ein Todesfall (Fernsehserie, 58 Folgen)
- 2006: Kronprinz Rudolfs letzte Liebe
- 2006: Der Winzerkönig (3 Episoden)
- 2007: SOKO Donau – Ein mörderischer Preis
- 2010: Lilly Schönauer – Wo die Liebe hinfällt
- 2011: Tom Turbo – Das entführte Raumschiff
- 2020: Letzter Wille (Fernsehserie, 1 Folge)